# Circondario di Campobasso
Il circondario di Campobasso era uno dei circondari in cui era suddivisa la provincia di Campobasso, esistito dal 1861 al 1927.

## Storia
Con l'Unità d'Italia (1861) la suddivisione in province e circondari stabilita dal Decreto Rattazzi fu estesa all'intera Penisola.
Il circondario di Campobasso fu abolito, come tutti i circondari italiani, nel 1927, nell'ambito della riorganizzazione della struttura statale voluta dal regime fascista. Tutti i comuni che lo componevano rimasero in provincia di Campobasso.

## Mandamenti
- Campobasso
- Castropignano: Castropignano, Fossalto, Limosano, Molise, Sant'Angelo Limosano, Torella del Sannio, Casalciprano
- Boiano: Boiano, Campochiaro, Guardiaregia, San Polo, San Massimo
- Baranello
- Sepino
- Sant'Elia a Pianisi
- San Giovanni in Galdo
- Trivento
- Montagano
- Jelsi
- Riccia